# Туризм в Австрії
Туризм у Австрії (нім. Tourismus in Österreich) — важлива галузь економіки Австрії. Частка туризму у ВВП країни становить 9 % (2014 рік) і є найбільшою серед країн Європи (дані 2003 року). У 2014 році країну відвідали 25 291 371 іноземець.

## Історія
Туризм у Австрії має довгу історію. Ще у 20 столітті в країні приділялася велика увага підготовці професійних кадрів для роботи у сфері обслуговування, пов'язаній з розвитком туризму.
У 1980-х роках Австрія, так само як і Швейцарія, пережила період, що характеризувався низькою відвідуваністтю туристами. Однак, у 1990-х роках кількість туристів зросла до 17-18 млн на рік.

## Загальний опис країни
Австрія є мононаціональною державою — 99,4 % її населення складають австрійці.
Територія країни має переважно гористий ландшафт, західну і південну частини країни займають Східні Альпи. На півдні і півночі ланцюгу Східних Альп розташовані невисокі хребти, що мають стрімкі схили. Клімат вологий континентальний з хмаристою холодною зимою і прохолодним літом. Влітку інколи бувають зливи. На сході розташована Штирійсько-Бургенландська погорбована рівнина, на півночі і північному сході — пагорбисті низкогір'я.

## Об'єкти туризму
Австрія притягає туристів своєю природою, культурою, музикою і, навіть, кондитерськими виробами. Поміж міст країни найвідвідуванішими є Відень, Зальцбург і Інсбрук.
У столиці країни і центрі австрійської культури, Відні, туристів приваблюють палаци, зокрема Гофбург (резиденція імператорів Австрії), Шенбрунн, Бельведер, історичні музеї, наприклад, з експонатами часів габсбурзької імперії, а також об'єкти, пов'язані з музикою, наприклад Віденський хор хлопчиків. У Відні також відвідуються туристами Іспанська школа верхової їзди, мальовничий Віденський Ліс. Найбільший у Австрії віденський Музей історії мистецтв є також одним з найважливіших музеїв світу. У передмісті Відня серед туристів популярні вежі, що стоять у підніжжі Альп, середньовічні клуатри і монастирі. Тут розташоване село Дюрнштайн, в якому був ув'язнений король Англії Річард I Левине Серце після повернення з хрестового походу.
У Зальцбурзі туристів може зацікавити середньовічна забудова у старій частині міста і фортеця Гогензальцбург. Крім того, Зальцбург — місце народження Моцарта. У його будинку розташований музей. Так само як і Відень, Зальцбург є центром музичного і театрального мистецтва. Тут знімали фільм «Звуки музики». За межами міста — мальовничі гори і озера. Неподалік від Зальцбургу розташований ще один цікавий для туристів об'єкт — Хельбрунн, літня резиденція архієпископа Зальцьбурзького, побудована у 1612—1615 роках.
Інсбрук, головне місто Тиролю, притягає туристів влітку подорожами до альпійських шпилів і льодовиків, а взимку перетворюється на центр гірськолижного спорту. У 1964 році тут проводилися Зимові Олімпійські ігри 1964. Крім того, місто приваблює туристів своєю архітектурою.

## Економічний вплив туризму на Австрію
Туризм є важливим рушієм австрійської економіки. Туризм в Австрії є однією з провідних галузей економіки. Внесок туризму у ВВП країни становить приблизно 8-10%. У 2019 році туризм безпосередньо приніс австрійській економіці 22 мільярди євро, що дорівнює 5,6% ВВП, згідно з даними Австрійського туристичного супутникового рахунку. Це призвело до того, що 205 700 робочих місць в еквіваленті повної зайнятості безпосередньо пов'язані з туризмом, що становить 5,2% від загальної зайнятості в Австрії. Туристичний експорт становив 30% від загального експорту послуг у 2019 році.
Туризм забезпечує робочі місця для значної частини населення. У туристичній індустрії працює близько 700 тисяч осіб, що становить приблизно 15% від загальної кількості зайнятих у країні. Це включає робочі місця в готельному і ресторанному бізнесі, транспортному секторі, роздрібній торгівлі, культурних установах та інших суміжних галузях.
Туризм має великий вплив на регіональний розвиток Австрії. Гірські регіони, такі як Тіроль, Зальцбург та Штирія, значною мірою залежать від зимового туризму. Гірськолижні курорти та інші зимові спортивні об'єкти приваблюють туристів з усього світу, забезпечуючи значні доходи місцевим громадам.
Літній туризм також важливий, особливо в таких регіонах, як Каринтія та Відень. Останній є популярним туристичним напрямком завдяки своїм історичним та культурним пам'яткам, що робить його важливим центром для літнього туризму.
Туризм стимулює розвиток різних суміжних галузей, таких як:
- Готельний і Ресторанний Бізнес: Попит на проживання та харчування з боку туристів стимулює розвиток готелів, ресторанів, кафе та інших закладів харчування.
- Транспорт: Розвиток інфраструктури, включаючи авіаційні, залізничні та автомобільні перевезення, значно виграє від туристичного потоку.
- Культура і Розваги: Музеї, театри, музичні концерти та інші культурні заходи отримують значну частину своїх доходів від туристів.
- Торгівля: Туристи витрачають гроші на сувеніри, одяг, місцеві продукти та інші товари, що стимулює роздрібну торгівлю.

Пандемія COVID-19 мала значний негативний вплив на туристичну індустрію Австрії. Закриття кордонів, карантинні обмеження та скорочення міжнародних подорожей призвели до різкого зниження кількості туристів і доходів від туризму. Однак уряд Австрії вжив низку заходів для підтримки туристичного сектору, включаючи фінансову допомогу підприємствам та стимулювання внутрішнього туризму.

## Характеристика туризму
Туризм є дуже важливою складовою економіки Австрії. Частка туризму у ВВП країни є найбільшою серед країн Європи (дані 2003 року). Основними іноземними клієнтами у туристичному бізнесі Австрії є європейці, причому більшість з них становлять німці: у 2000 році вони складали 52 % всіх туристів, у 2014 році — 46,5 %. Основними факторами такого переважання німецьких туристів є єдина мова, близькість історії, культури і єдиний кордон. Завдяки своєму розташуванню і протяжності, Австрія є також транспортним коридором для відвідувачів інших країн. Тут проходять транзитні шляхи з півночі на південь і зі сходу на схід.
| № п/п | Країна            | Кількість |
| ----- | ----------------- | --------- |
| 1     | Німеччина         | 11750027  |
| 2     | Нідерланди        | 1671581   |
| 3     | Швейцарія         | 1309660   |
| 4     | Італія            | 1051490   |
| 5     | Велика Британія   | 802552    |
| 6     | Чехія             | 660086    |
| 7     | США               | 632512    |
| 8     | Франція           | 516770    |
| 9     | Бельгія           | 514264    |
| 10    | КНР               | 497925    |
| 11    | Угорщина          | 493055    |
| 12    | РФ                | 467565    |
| 13    | Польща            | 425730    |
| 14    | Іспанія           | 309794    |
| 15    | Данія             | 264704    |
| 16    | Румунія           | 264704    |
| 17    | Японія            | 245306    |
| 18    | Південна Корея    | 234557    |
| 19    | Швеція            | 205501    |
| 20    | Словаччина        | 176760    |
|       | Інші              | 3804162   |
|       | Загалом іноземців | 25291371  |

Туризм у Австрії має два сезонні піки — один припадає на літо, інший — на зиму. В літній сезон країну відвідує 50 % туристів, що приїздять сюди більш, ніж на одну добу, в зимовий сезон — 30 %. У містах, що є цікавими для туристів, відвідуваність має менш виражений сезонний характер. Абсолютна більшість туристів — 93 % — приїжджає у Австрію на автомобільному транспорті.

## Виноски
1. 1 2 3 4 5 6 7 8 9 10 11   Lloyd E. Hudman, Richard H. Jackson. Geography of Travel and Tourism. — 4th ed.- Cengage Learning, 2003. P. 213—215. ISBN 0-7668-3256-2. (англ.)
2. ↑   Австрія. // Українська радянська енциклопедія : у 12 т. / гол. ред. М. П. Бажан ; редкол.: О. К. Антонов та ін. — 2-ге вид. — К. : Головна редакція УРЕ, 1974–1985.
3. 1 2  Tourismus in Österreich 2014. Ergebnisse der Beherbergungsstatistik. — Wien, Statistik Austria. — 2015. ISBN 978-3-902925-67-1 (англ.)